# Mimasyngenes lepidotus
Mimasyngenes lepidotus là một loài bọ cánh cứng trong họ Cerambycidae.